# Прото (мученик)
Прото (род. в Порто-Торрес, III век — замучен там же, 27 октября 303 года) — священномученик Римский, пресвитер. День памяти — 27 октября.
Священномученик Прото, пресвяитер, вместе со священномучеником Ианнуарием, диаконом, и воином Гавином принял мученическую смерть на мысе Балай (Balai), иначе в Силезу (Silesu).
Согласно преданию, священник Прото и диакон Ианнуарий были схвачены во времена гонений на христиан при императоре Диоклетиане и помещены в пещеру в скале, там, где нынче стоит храм, воздвигнутый в их честь. Эти двое узников находились под присмотром воина Гавина, который был поражен верой этих двух клириков, которую они являли во время пыток, и тем, что они даже пели хвалу Господу. Воин Гавин решил обратиться в христианскую веру, освободил узников и бежал вместе с ними. Но Гавин был схвачен и обезглавлен на скале Балай Лонтано (Balai Lontano), чуть дальше чем в Усилесу (l’Usilesu). Также были казнены его спутники: главы трёх мучеников, брошенных в море, были обнаружены верными, равно как и их тела, которые были погребены недалеко от Балай.
Мощи святого Прото и двух его спутников до сих пор хранятся в склепе базилики в Порто-Торресе, посвященной им. Об этом говорит епископ Антонио Кано в одном из первых стихотворений в Сардинии на сардинском языке в XV веке: Sa Vitta et sa Morte, et Passione de sanctu Gavinu, Prothu et Januariu.